# Övralidspriset
Övralidspriset är en litterär utmärkelse som utdelas varje år sedan 1945. Priset delas ut av Stiftelsen Övralid.

## Historik
Priset tillkom efter önskemål i Verner von Heidenstams testamente och ges till författare, essäister eller forskare med humanistisk inriktning. Priset har fått sitt namn från Heidenstams sista hem, Övralid i Motala kommun där det även delas ut på Heidenstams födelsedag den 6 juli.
Utöver prissumman på 300 000 kronor (2015) får pristagaren en kopia av den medalj som Heidenstam fick på sin 60-årsdag av Carl Milles 1919. Medaljen visar Heidenstams profil. 
Efter den traditionella prisceremonin vid Heidenstams grav vid Övralid intar pristagaren och Övralidsstiftelsens styrelse middag i matsalen på huvudbyggnaden. Där serveras då Heidenstams stående födelsedagsmeny med storröding från Vättern, kyckling och jordgubbar.

## Pristagare
- 1945 – Bertil Malmberg
- 1946 –  Ingvar Andersson
- 1947 – Berit Spong
- 1948 – Karl-Gustaf Hildebrand
- 1949 – Harry Martinson
- 1950 – Axel W. Persson
- 1951 – Johannes Edfelt
- 1952 – Staffan Björck
- 1953 – Per Hallström
- 1954 – Sten Carlsson
- 1955 –  Erik Blomberg
- 1956 – Carl Fehrman
- 1957 – Fredrik Böök
- 1958 – Werner Aspenström
- 1959 – Ragnar Josephson
- 1960 – Folke Dahlberg
- 1961 – Gunnar Axberger
- 1962 – Staffan Larsson
- 1963 – Sven B.F. Jansson
- 1964 – Willy Kyrklund
- 1965 – Carl Fries
- 1966 – Andreas Lindblom
- 1967 – Eyvind Johnson
- 1968 – Erik Hjalmar Linder
- 1969 – Lars Gyllensten
- 1970 – Torgny Säve-Söderbergh
- 1971 – Ole Söderström
- 1972 – Agne Hamrin
- 1973 – Elsa Grave
- 1974 – Kjell Espmark
- 1975 – Tomas Tranströmer
- 1976 – Gunnar Brusewitz
- 1977 – Ingrid Arvidsson
- 1978 – Bo Carpelan
- 1979 – Alf Henrikson
- 1980 – Magnus von Platen
- 1981 – Lars Forssell
- 1982 – Alf Åberg
- 1983 – Lars Ahlin
- 1984 – Inge Jonsson
- 1985 – Sven Delblanc
- 1986 – Ulf Linde
- 1987 – Lars Gustafsson
- 1988 – Gunnar Brandell
- 1989 – Torgny Lindgren
- 1990 – Bengt Holmqvist
- 1991 – Kerstin Ekman
- 1992 – Peter Nilson
- 1993 – Per Wästberg
- 1994 –  Eva Österberg
- 1995 – Stig Strömholm
- 1996 – Bo Grandien
- 1997 – Birgitta Trotzig
- 1998 – Hans Henrik Brummer
- 1999 – Agneta Pleijel
- 2000 – Sture Linnér
- 2001 – Gunnar Harding
- 2002 – Anders Ehnmark
- 2003 – Carl-Henning Wijkmark
- 2004 –  Gunnar Eriksson
- 2005 – Jesper Svenbro[1]
- 2006 – Ronny Ambjörnsson[2]
- 2007 – P.C. Jersild
- 2008 – Anders Cullhed
- 2009 – Kristina Lugn[3]
- 2010 – Johan Svedjedal[4]
- 2011 – Carola Hansson[5]
- 2012 – Per Gedin[6]
- 2013 – Lars Andersson[7]
- 2014 – Nathan Shachar
- 2015 – Bruno K. Öijer[8]
- 2016 – Karin Johannisson[9]
- 2017 – Ann Jäderlund
- 2018 – Carl-Johan Malmberg[10]
- 2019 – Niklas Rådström
- 2020 – Nina Burton[11]
- 2022 – Monika Fagerholm[12]
- 2023 – Bo Lindberg[13]
- 2024 – Göran Sonnevi[14]
- 2025 – Åsa Arping

## Galleri

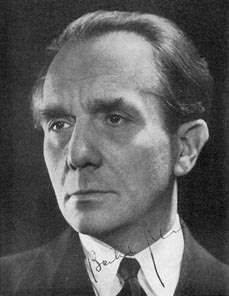
Bertil Malmberg, den förste pristagaren, 1945
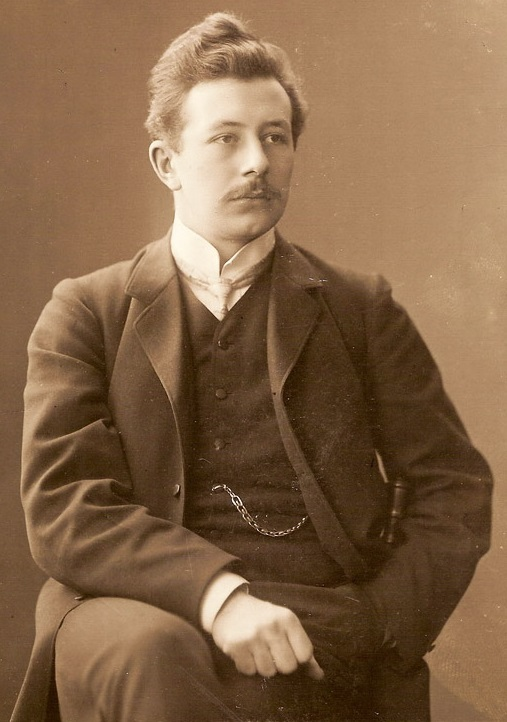
Fredrik Böök, pristagare 1957
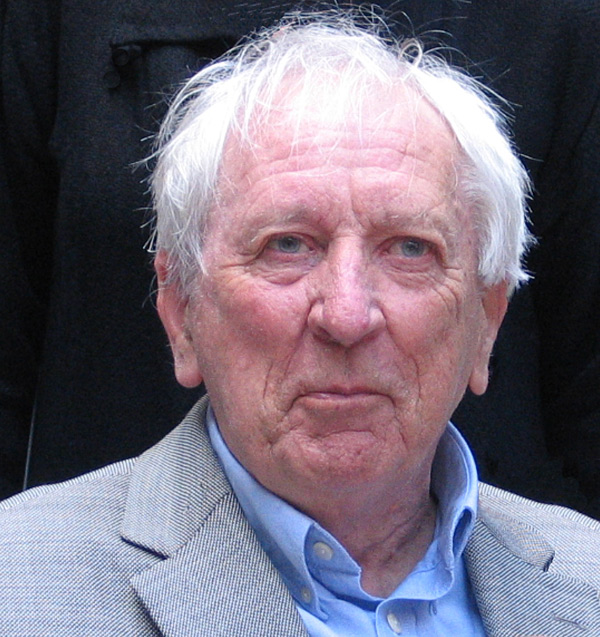
Tomas Tranströmer, pristagare 1975
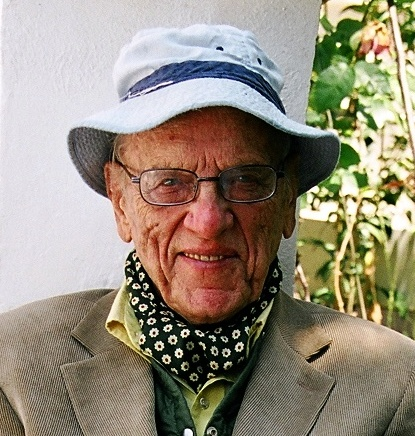
Sture Linnér, pristagare 2000
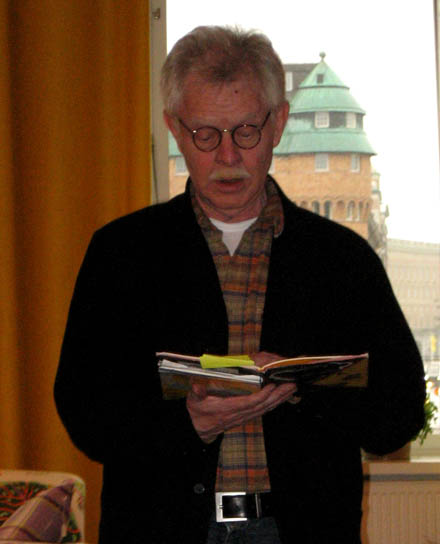
Gunnar Harding, pristagare 2001
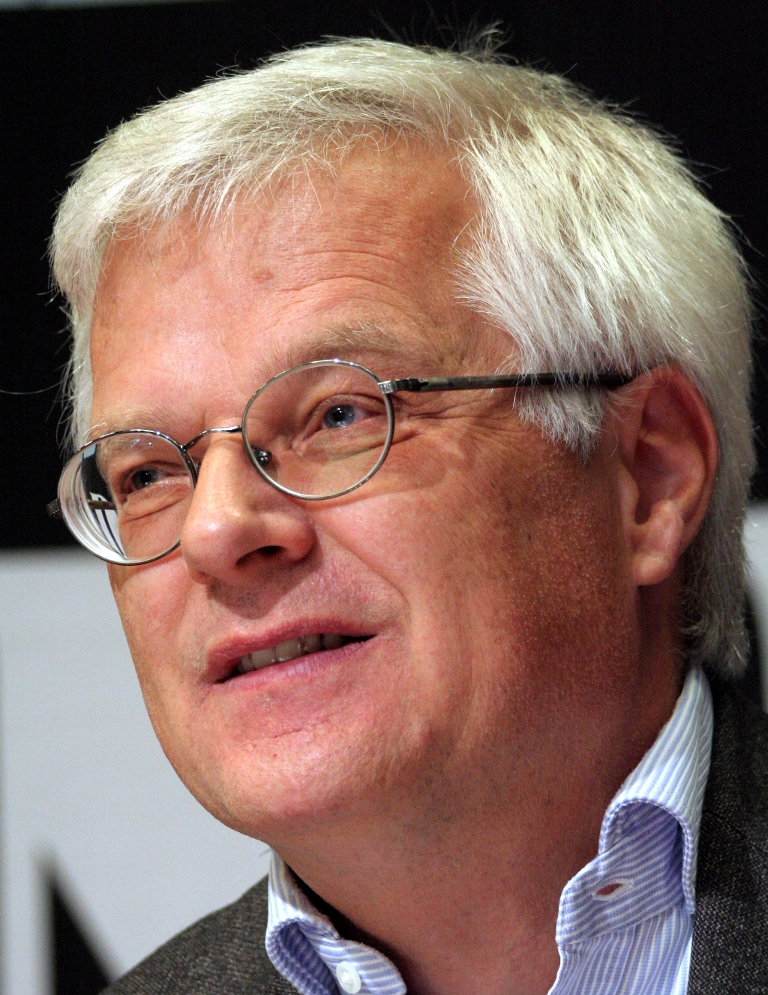
Johan Svedjedal, pristagare 2010
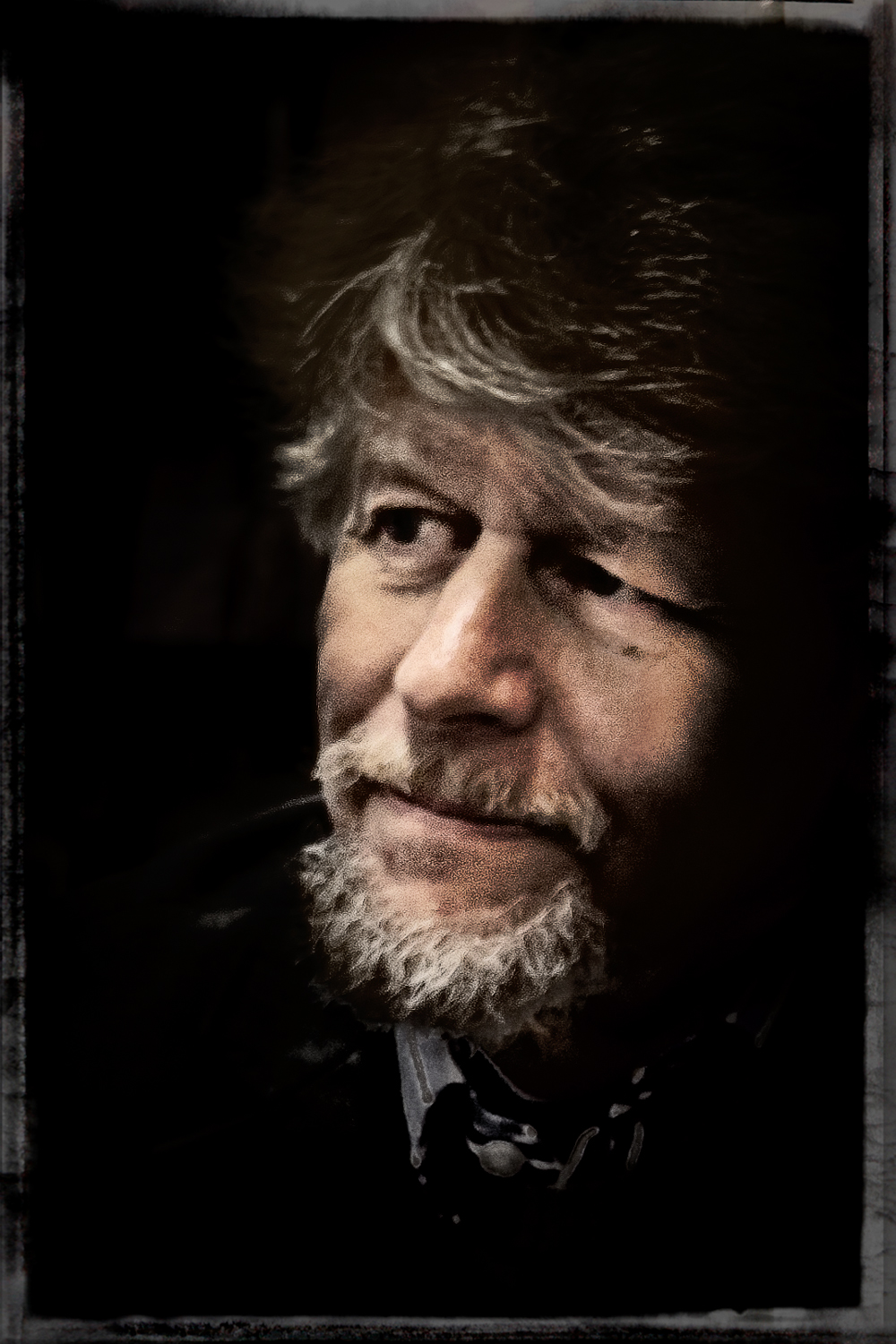
Lars Anderson, pristagare 2013

### Webbsidor
- Stiftelsen Övralids webbplats om priset